# Hensleigh Wedgwood
 (août 2022).
Si vous disposez d'ouvrages ou d'articles de référence ou si vous connaissez des sites web de qualité traitant du thème abordé ici, merci de compléter l'article en donnant les références utiles à sa vérifiabilité et en les liant à la section « Notes et références ».
Pour les articles homonymes, voir Wedgwood.
Hensleigh Wedgwood, né le 21 janvier 1803 à Tarrant Gunville et mort le 2 juin 1891 à Gower Street, est un étymologiste, philologue et homme de loi britannique, auteur du premier dictionnaire étymologique anglais : A Dictionary of English Etymology.

## Biographie
Il est le quatrième fils de Josiah Wedgwood II, le petit-fils du célèbre potier Josiah Wedgwood et le cousin de Charles Darwin qui a épousé sa sœur Emma en 1839.
Il fait ses études à Cambridge. Lors de son examen final, il finit dernier aux Tripos de littérature antique. Il reçoit donc le « coin de bois », l'équivalent littéraire de la Cuillère de bois en 1824.
Il s'intéresse au spiritualisme et participe à des « séances ». Il assiste aux conférences « The Perfect Way » d'Anna Kingsford. Il envoie un canular photographique à T.H. Huxley : il est photographié entouré d'esprits.
Il épouse en 1832 Frances Emma Elizabeth Mackintosh (dite Fanny) (1800-1889) la fille de Sir James Mackintosh. Ils ont six enfants :
- Frances Julia Wedgwood (1833-1913), une écrivain féministe connue sous le nom de plume de « Snow ».
- James Mackintosh Wedgwood (1834-1874)
- Ernest Hensleigh Wedgwood (1837-1898)
- Katherine Euphemia Wedgwood (1839-1934), qui épousa Thomas Farrer, 1er Baron Farrer.
- Alfred Allen Wedgwood (1842-1892), père de James Ingall Wedgwood.
- Hope Elizabeth (1844-1935) qui épousa Godfrey Wedgwood.

## Œuvres
- On the Development of Understanding, 1848.
- On the Origin of Language, 1866.
- A Dictionary of English Etymology, Second Edition, 1872.
- Contested Etymologies in the Dictionary of Rev. W. W. Skeat, 1882.